# Fourche-bêche
Pour les articles homonymes, voir Fourche (homonymie) et Bêche (homonymie).

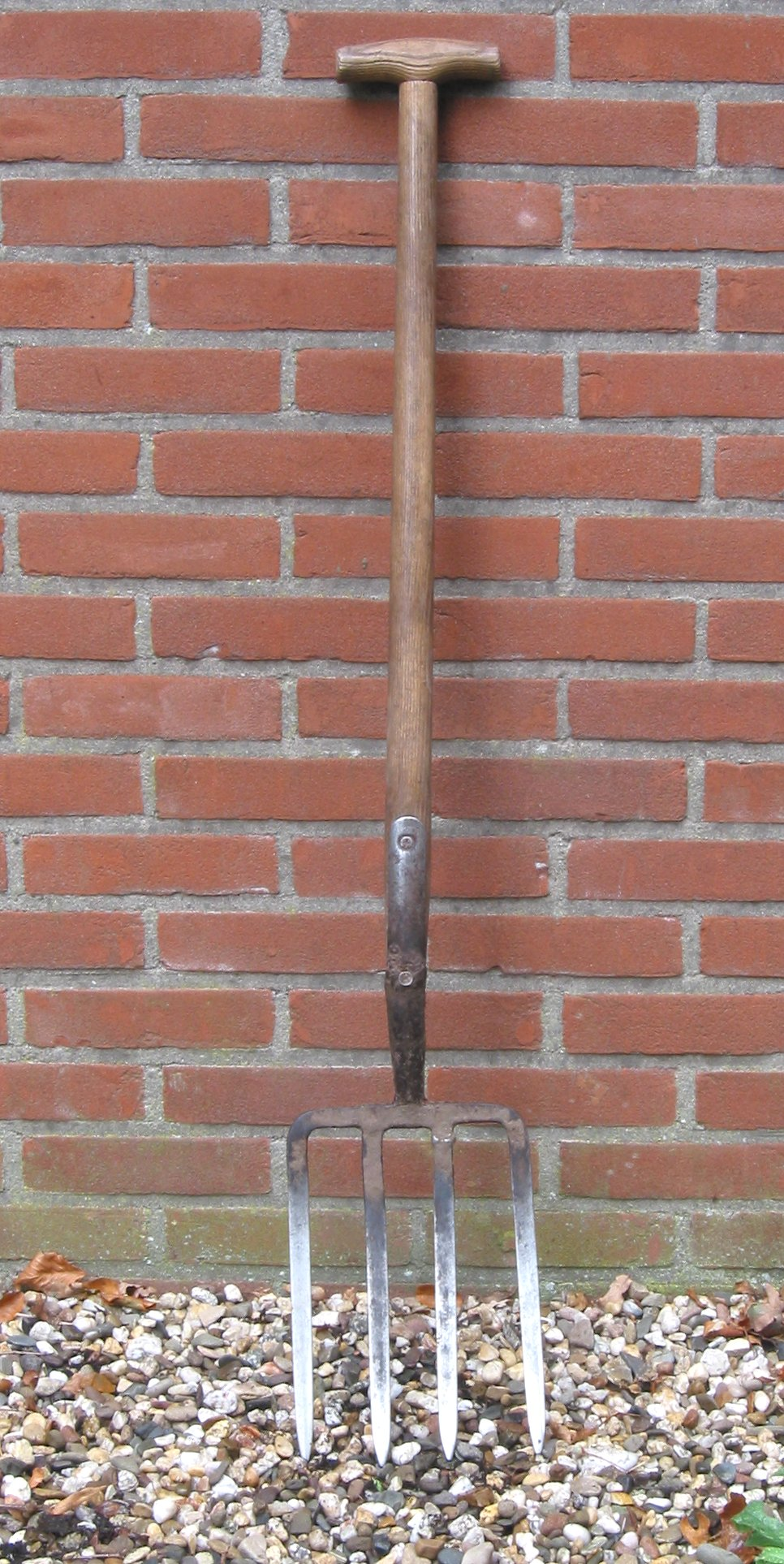
Une fourche-bêche.

Une fourche-bêche ou fourche à bêcher est un outil de jardin servant à retourner et ameublir la terre dure. Elle est bien plus efficace qu'une bêche classique sur les sols argileux, caillouteux ou n'importe quel sol lourd. Elle possède aussi l'avantage de ne pas sectionner les lombrics, hôte indispensable d'un sol en bonne santé.

## Description
Cet outil comporte un manche d'environ 1,30 mètre, le plus souvent en bois qui possède en son extrémité (emmanché en force et bloqué à l’aide d’un coin) des dents droites ou triangulaires en acier trempé, de section carrée généralement au nombre de quatre.
Cet outil travaille par enfoncement et poussée lente pour morceler le sol et émietter la terre épaisse.
En Suisse romande et dans des régions proches, la fourche-bêche est aussi connue sous le nom de triandine (y compris lorsqu'elle à quatre dents).